# Musée des Bois Jolis de Felleries
Le musée des Bois jolis est situé à Felleries (Nord).

## Historique
- Le musée des Bois Jolis de Felleries  est un ancien moulin à eau dont l’existence est attestée dès 1466 et qui produit encore de la farine. Il est le seul moulin de la région Nord-Pas-de-Calais possédant deux roues à augets (de 3 mètres de diamètre chacune).

En plus de la mise en fonctionnement du moulin, la visite du musée s'articule également sur la boissellerie et le tournage sur bois.

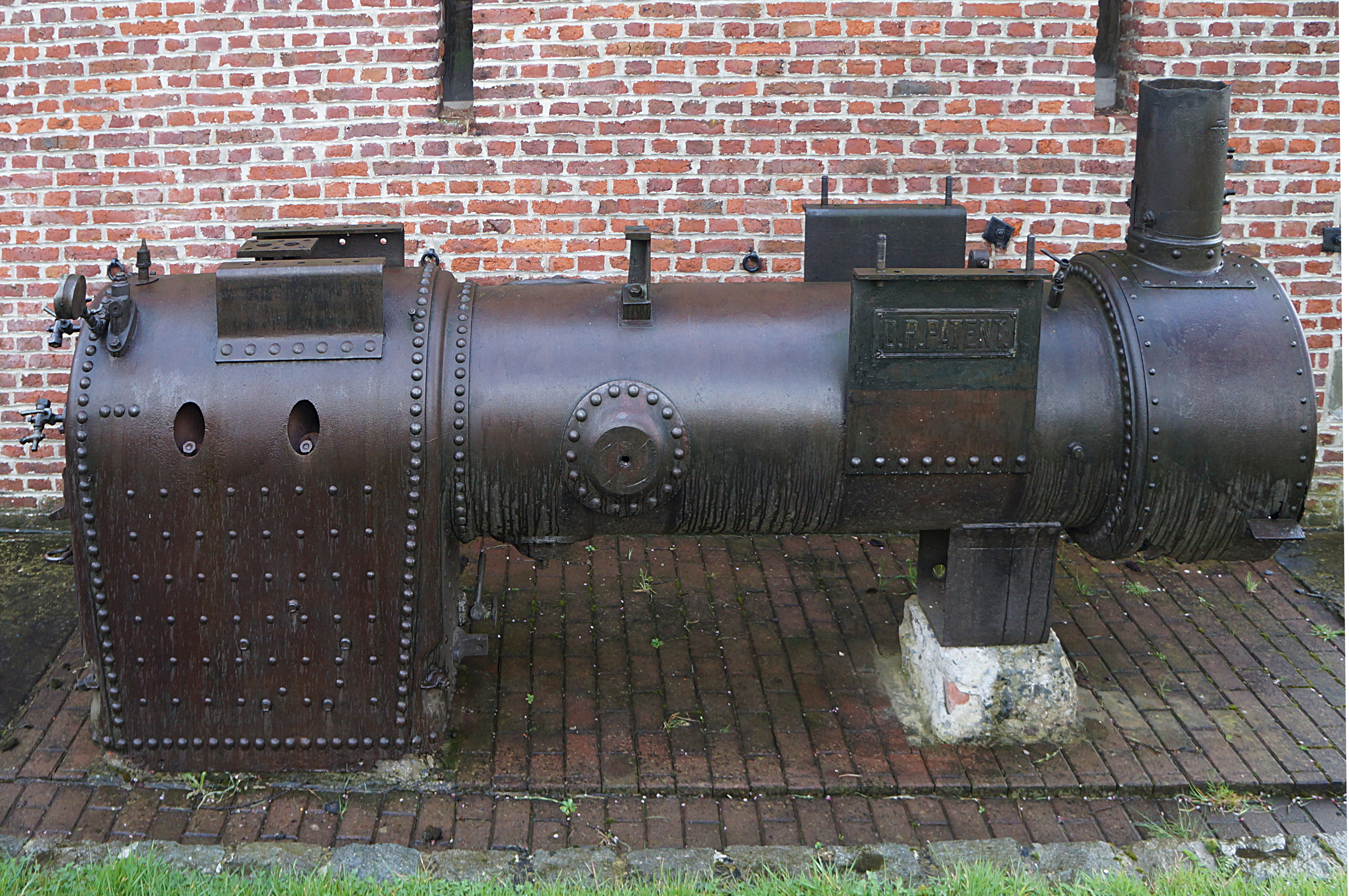
La locomobile type D.R.Patent utilisée jadis, pour l'étuvage du bois

## Collections
- On y trouve une grande diversité d'objets en bois et de la documentation photographique relatant la vie active du village autour de cet artisanat qui prit une ampleur industrielle au XIXe siècle avec le développement de la fabrication de bobines et de robinets. La visite permet également de comprendre les évolutions techniques des tours à bois et se conclut par une démonstration de tournage.

## Galerie

### Tours à bois

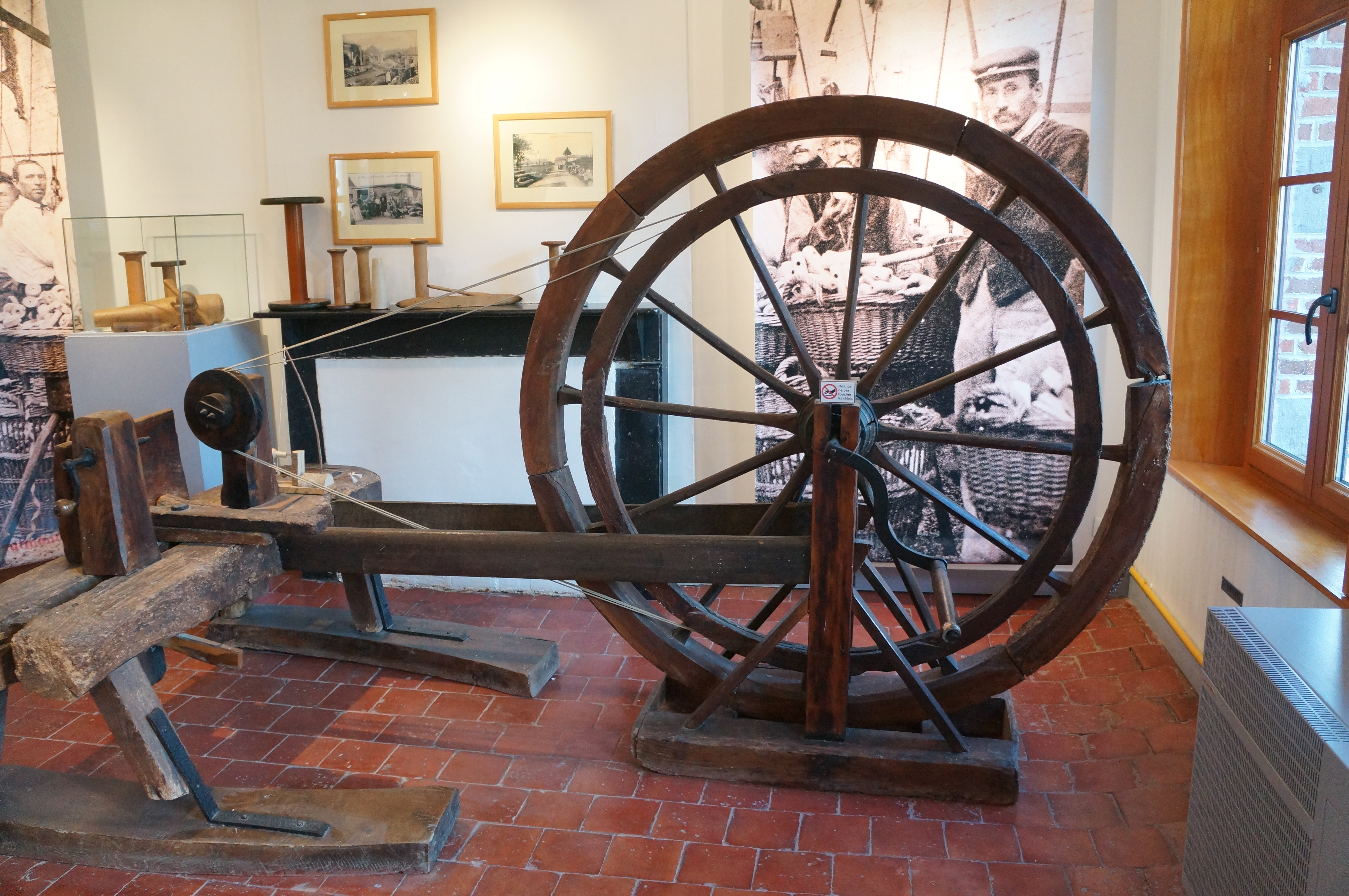
Tour à bois
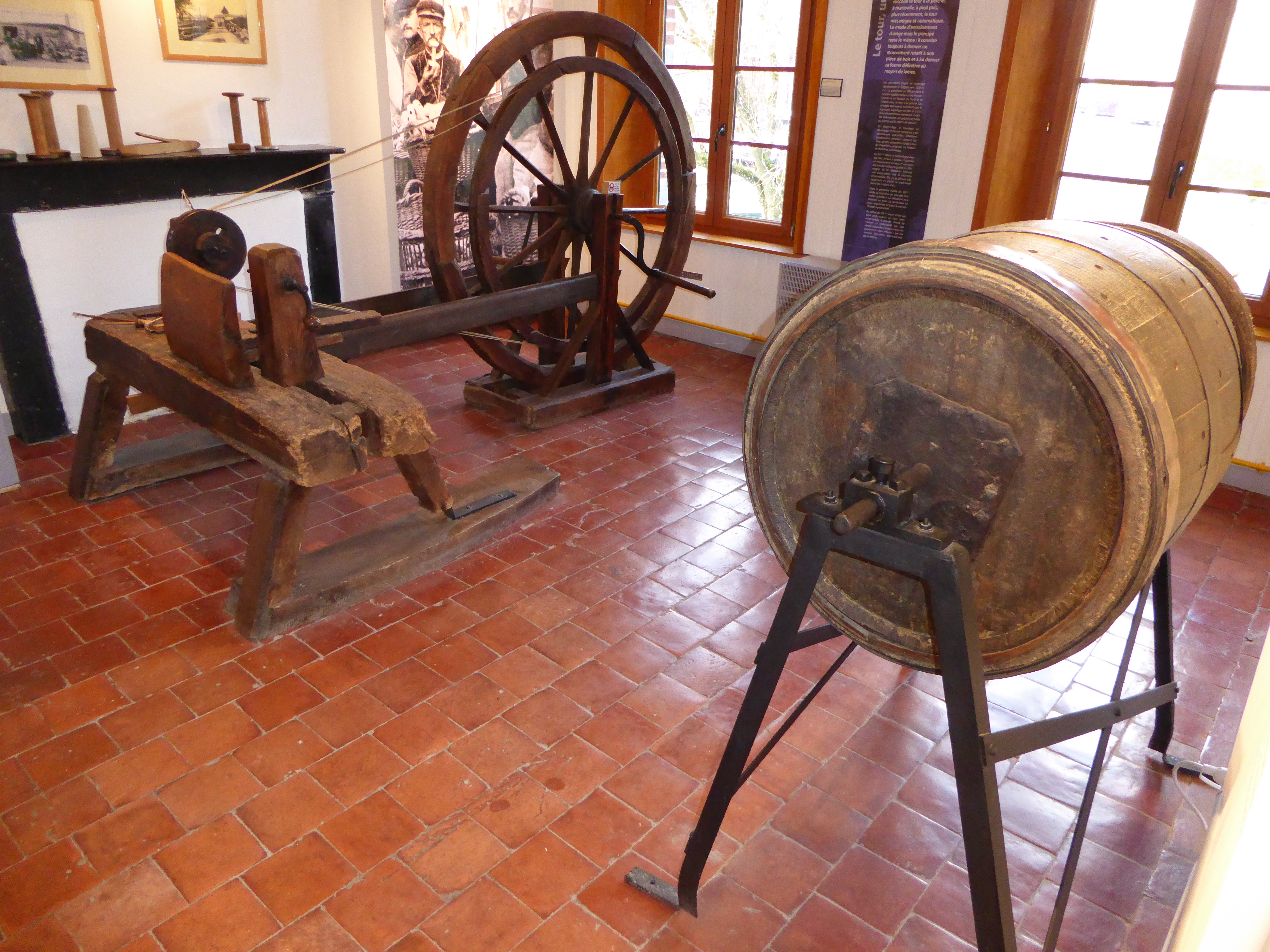
Tour à bois et tonneau à polissage
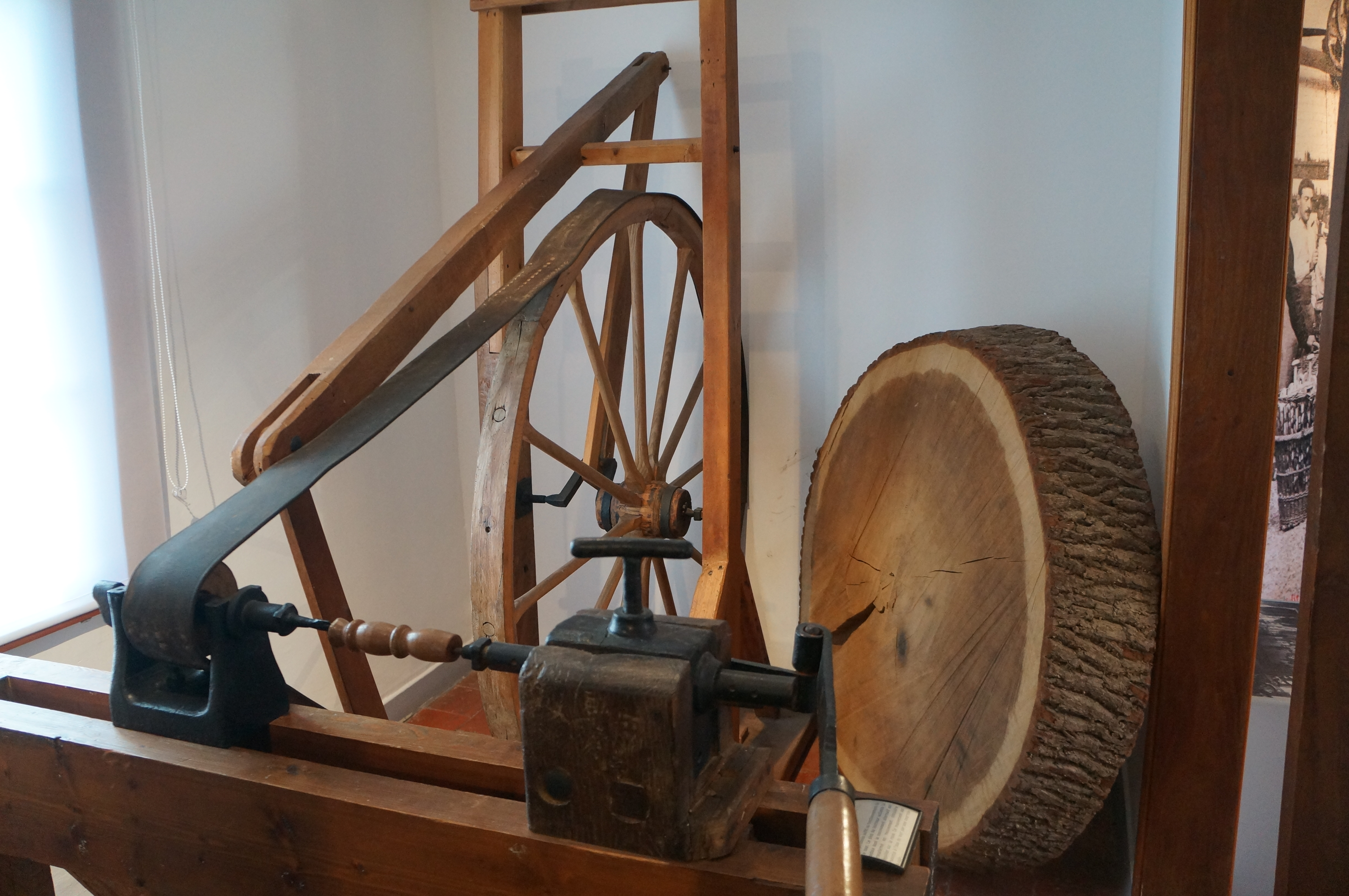
Tour à bois
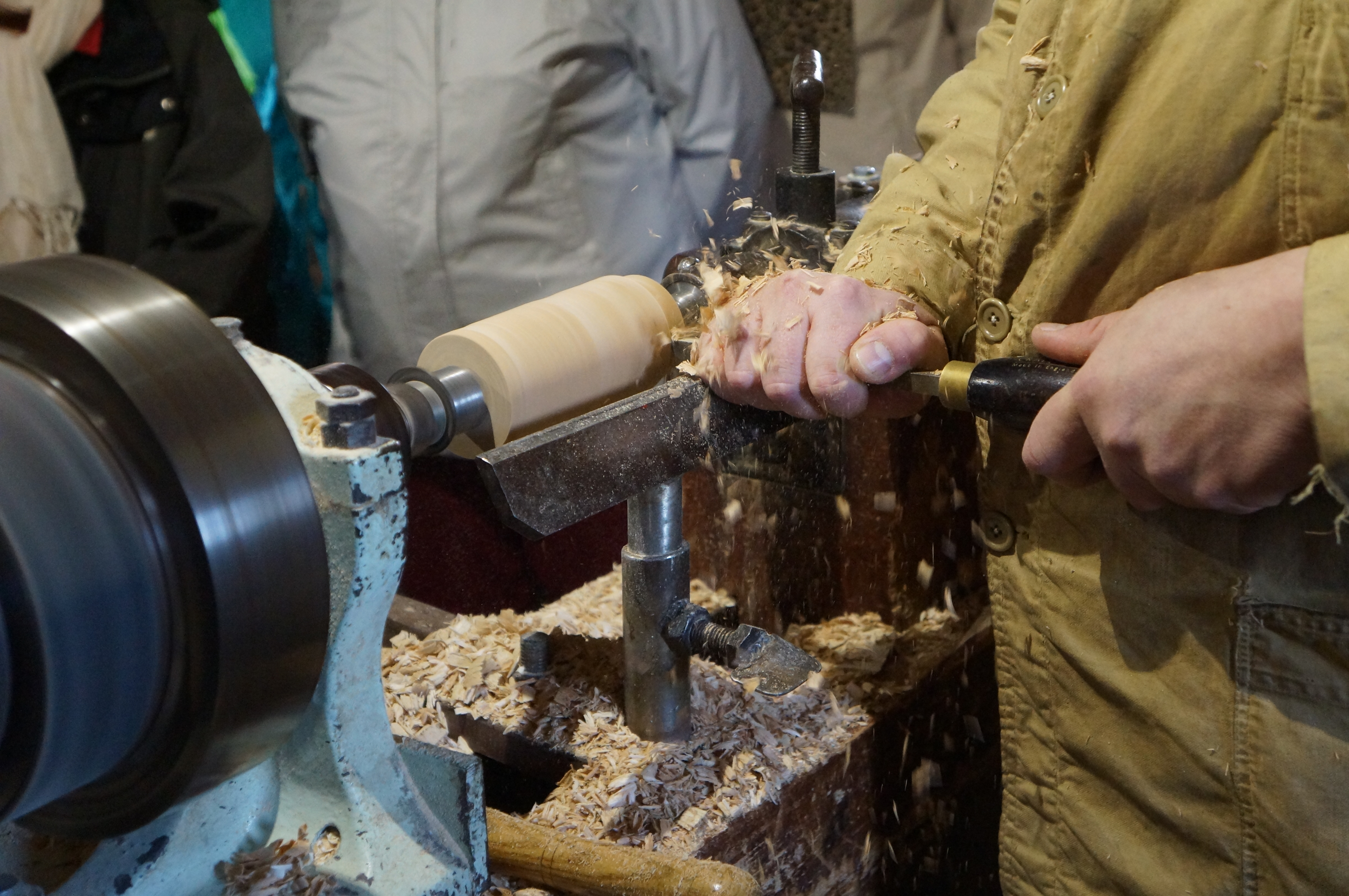
Travail du bois sur tour

### Outillage en bois

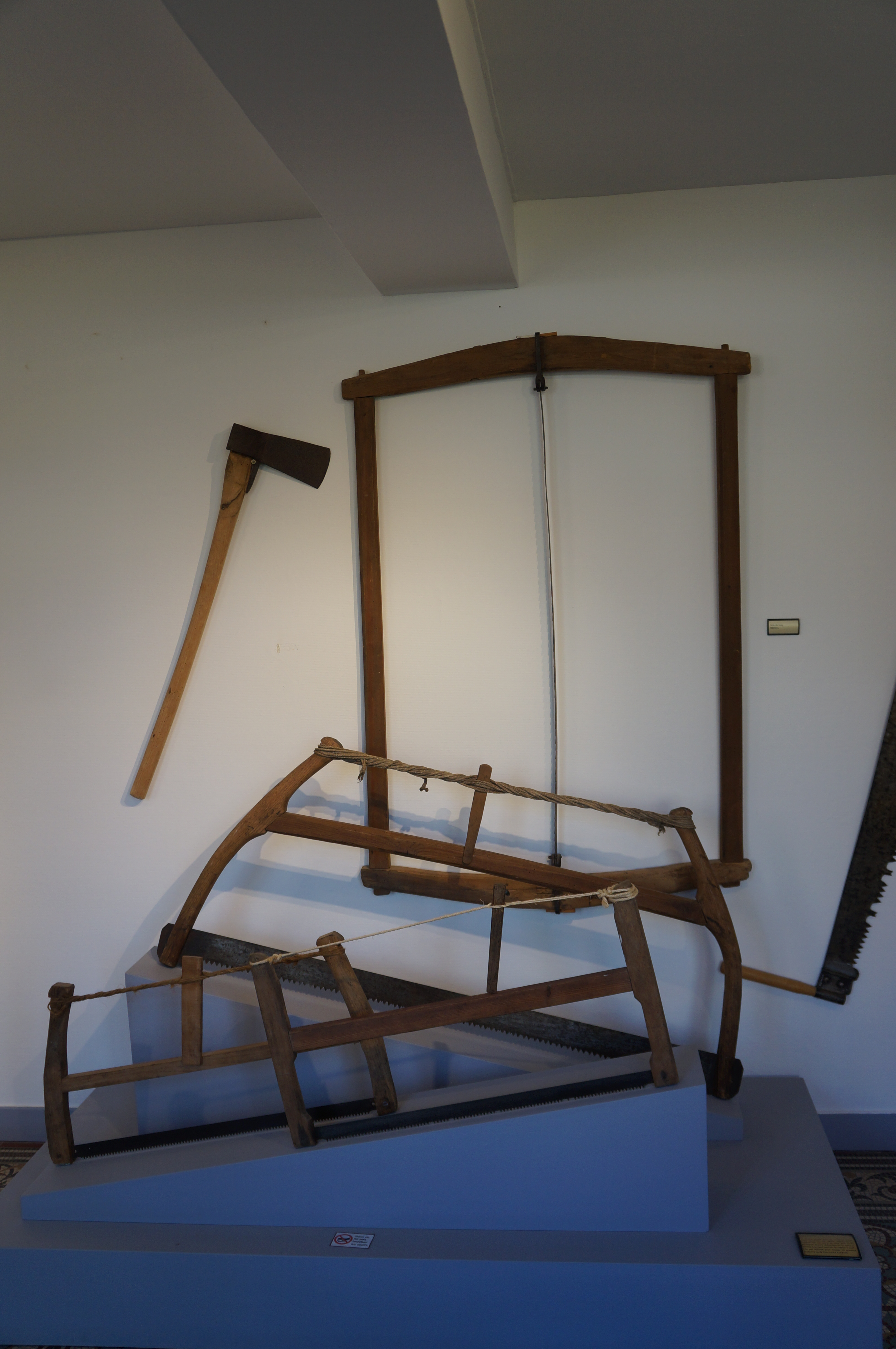
Outils des scieurs de long
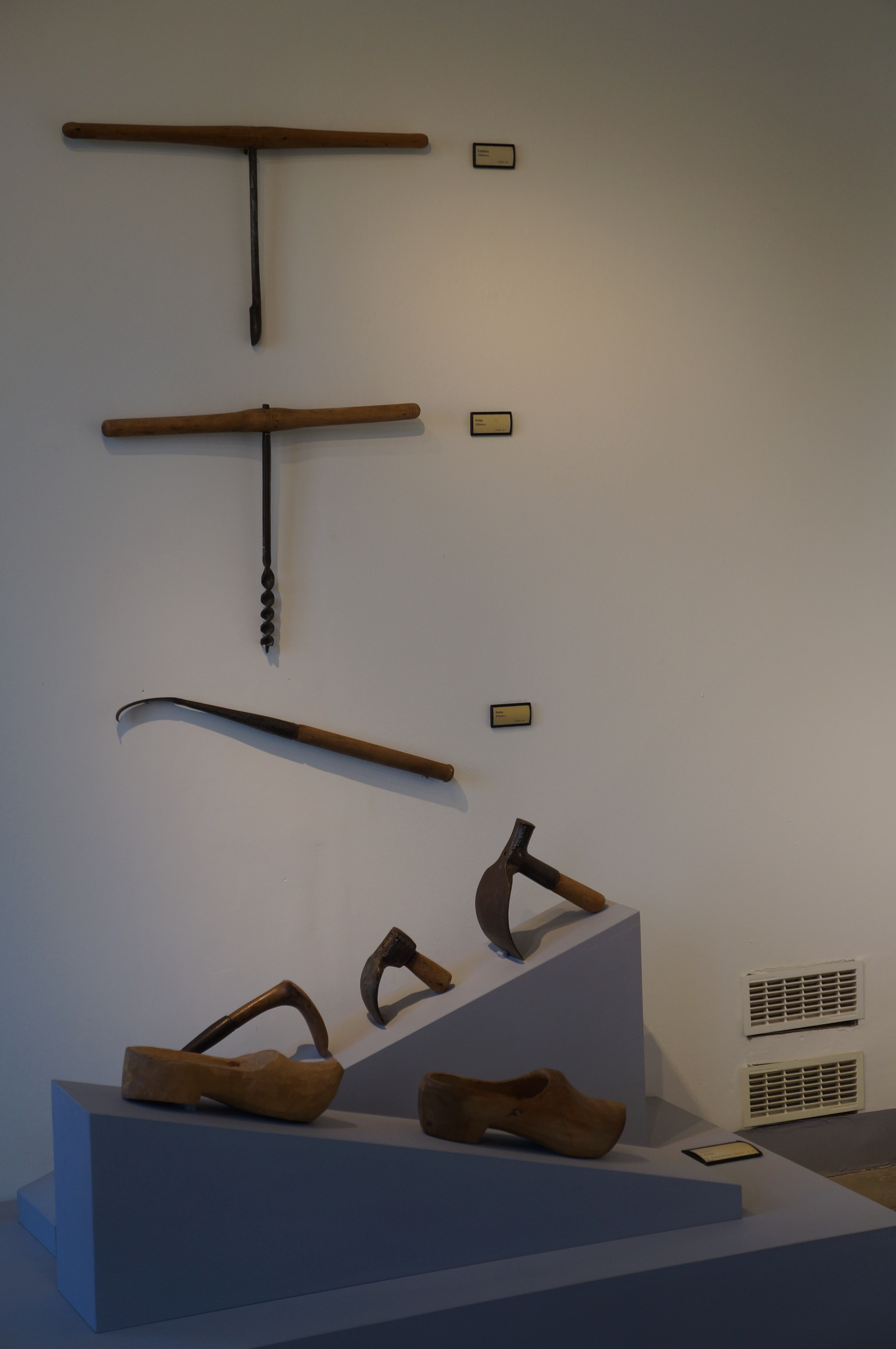
Outils des sabotiers
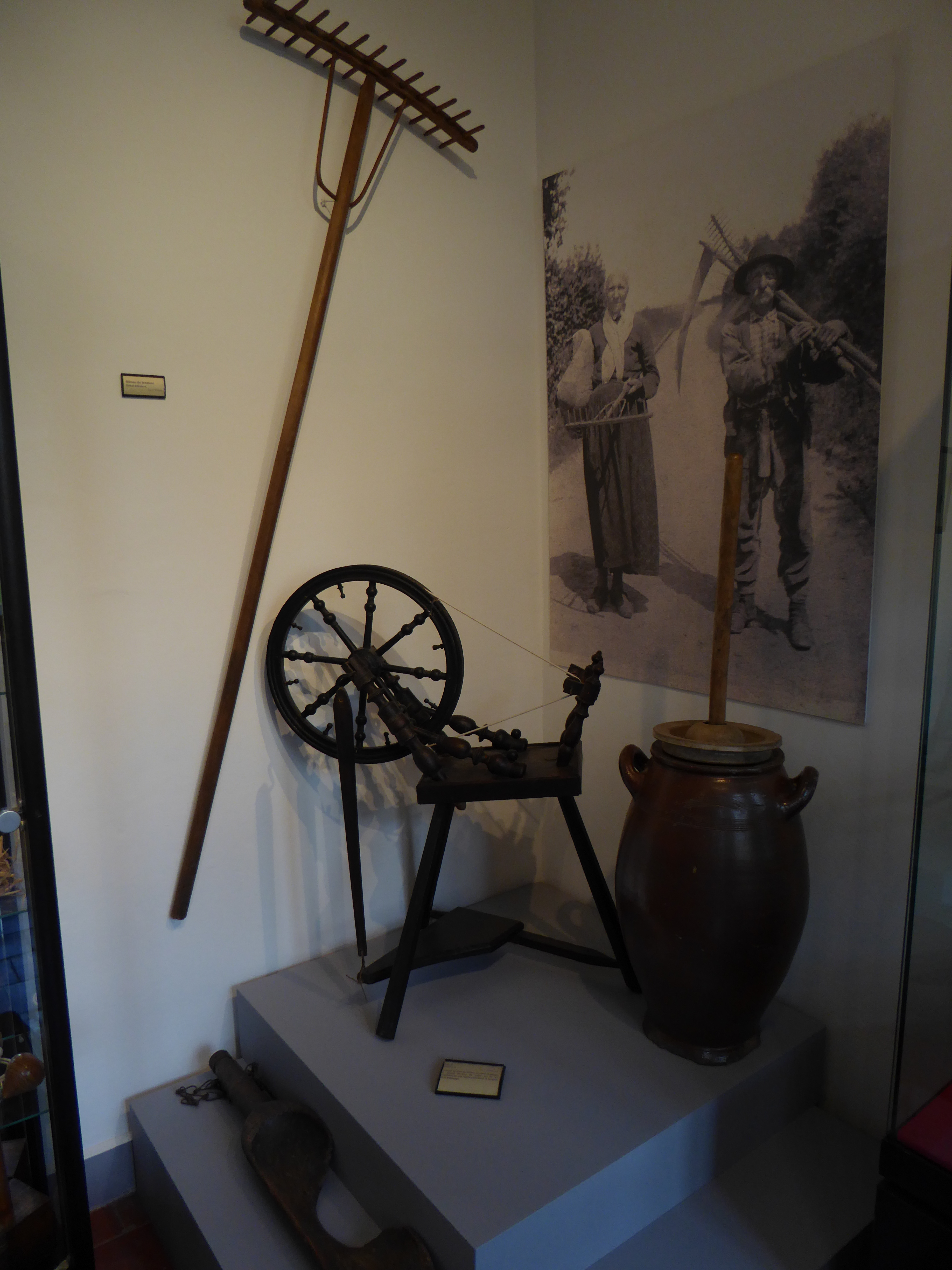
Ustensiles des fermes
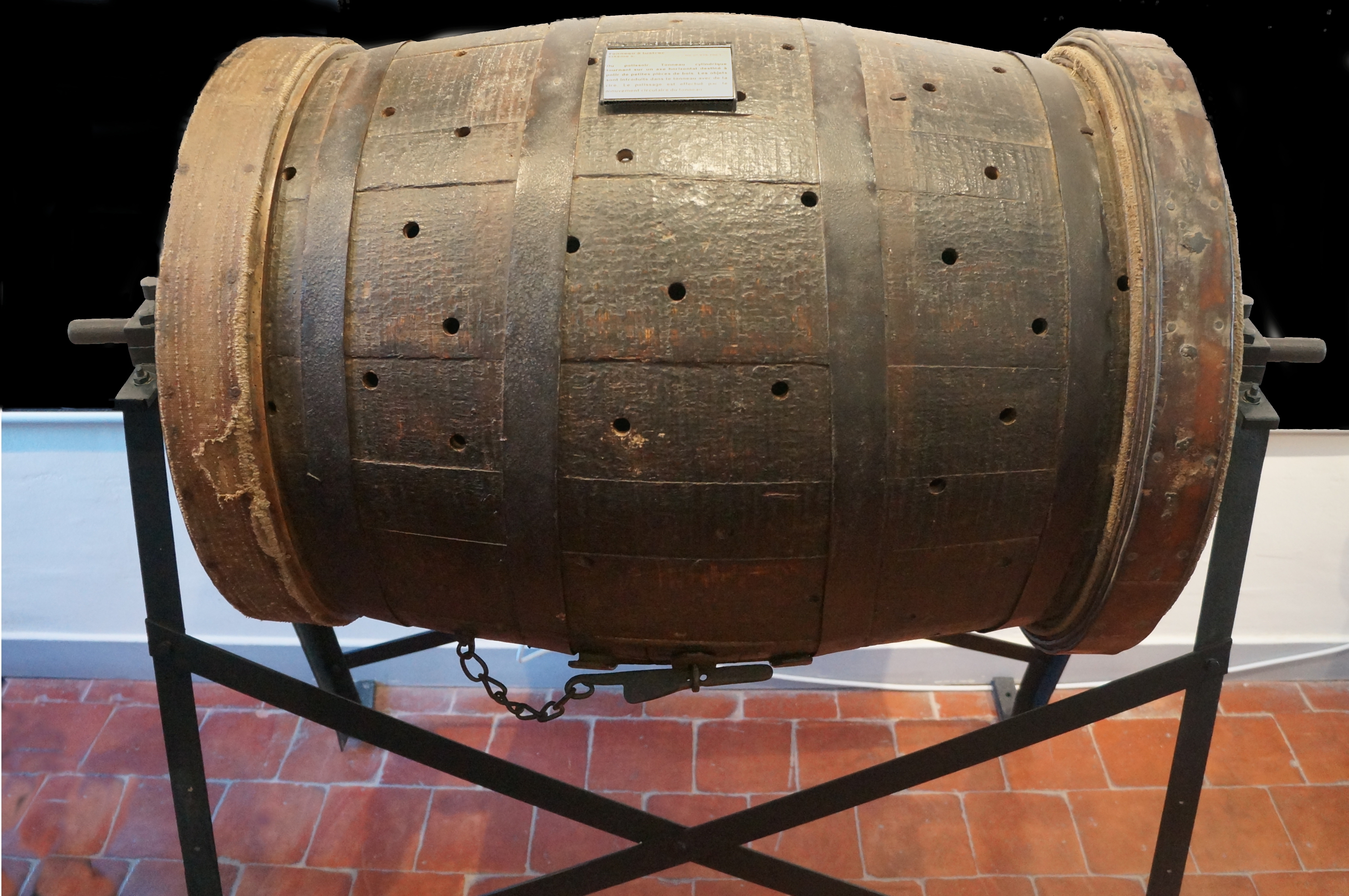
Tonneau utilisé pour le polissage